# هرشل ساویج
هرشل ساویج (انگلیسی: Herschel Savage؛ زاده ۲۵ نوامبر ۱۹۵۲) یک بازیگر پورنوگرافی اهل ایالات متحده آمریکا است. از فیلم‌ها یا برنامه‌های تلویزیونی که وی در آن نقش داشته‌است می‌توان به دبی به دلاس می‌رود اشاره کرد.